# Meerfrau
Die Meerfrau, auch als Fischweiblein und Meerweib bezeichnet, ist in der Heraldik eine nackte (und teilweise gekrönte) Frau, deren Körper ab den Hüften in einen einfachen oder geteilten Fischschwanz übergeht. Es handelt sich somit um ein Fabelwesen. Sie ist der mystischen Sagengestalt Melusine nachempfunden. In der heraldischen Literatur wird auch dieser Name verwandt. Der geteilte Schwanz wird in Wappendarstellungen rechts und links des Frauenkörpers nach oben geführt und von der Meerfrau gehalten. Der Fischschwanz wird schuppig blasoniert in einer heraldischen Farbgebung (Tingierung) im Wappenfeld hervorgehoben. In der englischen, aber auch französischen Wappenkunde ist sie auch als Schildhalter gebräuchlich. Das gilt vereinzelt ebenfalls in Belgien.
Es gibt auch armlose Meerfrauen. Diese sind aus der Heraldikfrühzeit.
Die männliche Form wird Wassermann oder Triton genannt. Das männliche Oberteil mit dem Fischschwanz hält bisweilen im Wappen einen Dreizack.
Beispiele für die Meerfrau: 

Wappen von Diebach
Wappen von Isen
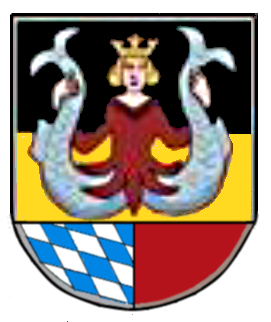
Wappen von Kalbensteinberg
Wappen von Niederschönenfeld
Wappen von Weißenbrunn
Wappen von Zusamaltheim (alle Bayern)
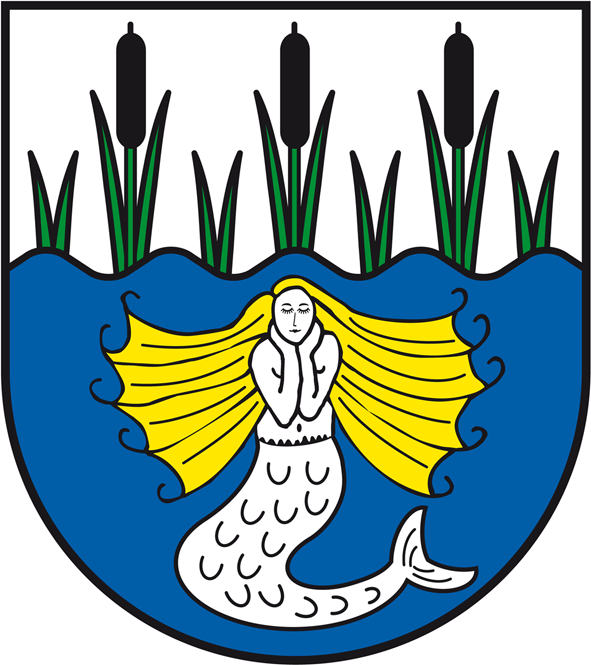
Wappen von Bahnitz (Brandenburg)
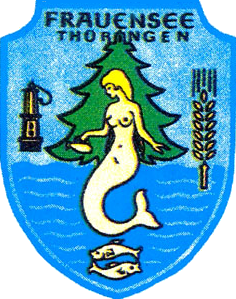
Redendes Wappen von Frauensee (Thüringen)
Wappen von Wangerland (Niedersachsen)
Wappen von Westerdeichstrich (Schleswig-Holstein)

Wappen von Eemsmond
Schildhalterinnen in Steenbergen, beides Niederlande
Meermann und Meerfrau als Schildhalter: Wappen von Ostende, Belgien
Wappen von Päijät-Häme, Finnland
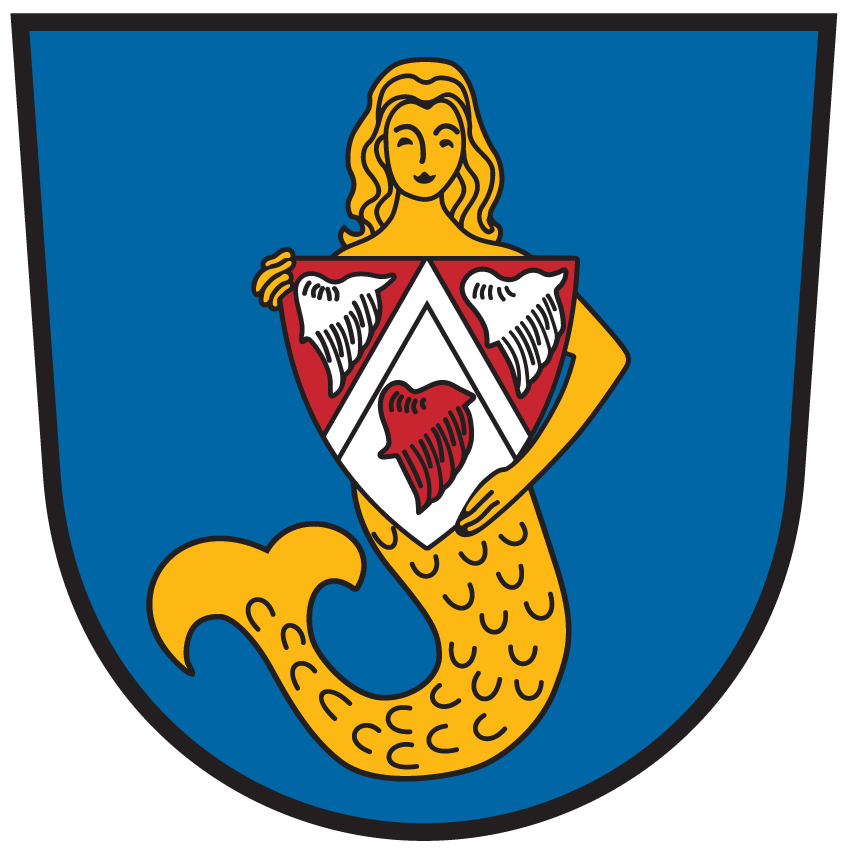
Wapen von Seeboden am Millstätter See, Österreich
Wappen von Ustka, Polen
Wappen von Warschau mit der Warschauer Seejungfer
Wappen von Bértiz-Arana, (Navarra), Spanien